# USS San Jacinto (1850)
Pour les autres navires du même nom, voir USS San Jacinto.
Le San Jacinto est une frégate à vapeur de la marine américaine mis en service en 1850 et retiré en 1865, principalement connue pour son rôle dans l’affaire du Trent.

## Caractéristiques
D’un poids de 1 567 tonnes, le San Jacinto a une longueur de 78 mètres. Il se déplace à la vitesse maximale de 8 nœuds et est armé de deux canons de 8 livres et quatre de 32 livres. Construit comme un navire expérimental pour tester de nouveaux concepts de propulsion, la frégate connaîtra de nombreux problèmes tout au long de sa carrière avec ses moteurs et sa machinerie.

## Histoire
Le San Jacinto est commandité en août 1847 et construit au New York Navy Yard trois ans plus tard. Il est nommé ainsi en référence au fleuve San Jacinto du Texas où se déroule une bataille en 1836.

### De 1852 à 1854
La première entrée du journal de bord du San Jacinto date du 18 novembre 1851 avec l’arrivée à bord de son premier capitaine Thomas Crabbe. Après plusieurs tests, la frégate part de New York pour Hampton Roads le 1er janvier 1852 avant de traverser l’océan Atlantique pour rejoindre Cadix en Espagne le 3 mars. Après plusieurs pannes, elle retourne à Philadelphie le 5 juin 1853 pour réparations.

### De 1855 à 1861
Au printemps 1855, le San Jacinto est envoyé dans la mer des Caraïbes comme navire amiral de Charles S. McCauley après la canonnade de la frégate espagnole Ferrolana contre le navire américain El Dorado au large de Cuba. L’affaire n’ayant aucune suite, le San Jacinto retourne le 21 juin à New York une fois de plus pour réparations.
Sous le commandement de Henry H. Bell, le San Jacinto part le 25 octobre 1855 pour Penang en Malaisie où il arrive le 2 mars 1856. Le diplomate Townsend Harris embarque pour une mission diplomatique à Bangkok et au Japon où il arrive finalement le 12 août après plusieurs incidents techniques dus à une violente tempête.
Au déclenchement de la Seconde guerre de l'opium, le San Jacinto se trouve à Shanghai. Il reste pendant plus d’une année le long des côtes de Chine pour assurer la protection des intérêts américains et retourne finalement à New York le 4 août 1858.
Le 6 juin 1859, le San Jacinto part pour l’Afrique pour participer à la lutte contre les négriers. Après une escale pour réparations à Cadix, il participe à la capture du brick Storm King le 8 août 1860, libérant ainsi 616 personnes.

### Guerre de Sécession
Sur la route du retour à Norfolk, le navire change de capitaine et est placé sous le commandement de Charles Wilkes le 27 août 1861. Après le déclenchement de la guerre de Sécession, sa mission est de rechercher le croiseur confédéré Sumter, qui traque les navires marchands de l’Union dans l’Atlantique. Après avoir visité la Jamaïque, l’île de Grand Cayman, le San Jacinto fait escale à Cienfuegos dans l’île de Cuba où Wilkes apprend que 2 diplomates de la confédération sont en route, via la Havane, pour l’Europe comme émissaires officiels. Le 8 novembre, il arraisonne le Trent à bord duquel se trouvent les représentants James M. Mason et John Slidell qu’il fait prisonnier avant de retourner à Norfolk. Cet incident qui provoquera pratiquement une guerre entre les États-Unis d'Amérique et la Grande-Bretagne est connu sous le nom d’affaire du Trent.
Après un passage au port de Boston, le San Jacinto est affecté au début de l’année 1862 à l’escade de blocus de l’Atlantique. Il arrive le 15 mars aux environs de Hampton Roads. Le 5 mai, sous les ordres directs du président Abraham Lincoln, le San Jacinto fait partie de la flotte de bombardement qui provoque le retrait des troupes confédérées de cette région de la Virginie.
La flotte confédérée pratiquement détruite, le San Jacinto rejoint le 1er juin Key West en Floride pour devenir le navire amiral de James L. Lardner. Le 1er août, Lardner informe les autorités que le navire est infecté par la fièvre jaune et, trois jours plus tard, rejoint une zone de quarantaine au large de Boston.
Une fois l’équipage rétabli, le San Jacinto rejoint Hampton Roads le 24 octobre pour faire le plein de charbon afin de prendre en chasse le croiseur confédéré Alabama, responsable de plusieurs attaques contre des marchands de l’Union et contre lequel les commerçants demandent une protection. En fonction des renseignements reçus de Washington, le San Jacinto part via les Bermudes en direction de la mer des Caraïbes. Lors des semaines suivantes, les deux navires se livrent une partie de cache-cache dans la région sans réussir à se rejoindre. Finalement, le 21 novembre, le San Jacinto retourne à Key West qu’il atteint le 15 janvier 1863.
Attaché à escadre de blocus, le San Jacinto est envoyé, le 22 janvier, par l’amiral Theodorus Bailey à la poursuite du croiseur confédéré Florida dans les environs de Cuba. Sur la route, les moteurs sont à nouveau endommagés et le navire doit faire demi-tour pour rejoindre, le 16 janvier, les docks de New York pour réparations qui durent jusqu’au 24 juin. À cette date, le San Jacinto retourne à Key West pour devenir le navire amiral de Bailey. Le 16 juin, le San Jacinto capture le croiseur Lizzie Davis, puis les navires marchands Roebuck (le 7 janvier 1864) et Lealtad (le 11 mars).
Pendant l’été 1864, la fièvre jaune fait à nouveau apparition sur le navire qui doit regagner une zone de quarantaine. À peine arrivé, ses cales sont remplies de charbon et il est envoyé dans les environs d’Halifax à la poursuite du Tallahassee qu’il ne peut pas retrouver.
De retour à Key West, le San Jacinto heurte, le 1er janvier 1865 un récif au large des Keys et se remplit rapidement d’eau. L’armement, l’équipage et les provisions sont sauvées, mais tous les efforts pour récupérer le navire sont vains. Finalement, les restes du navire sont vendus à Nassau (Bahamas), le 17 mai 1871.